# Канан (приток Нюриха)
Канан — река в России, протекает по Советскому району Ханты-Мансийского АО. Устье реки находится в 46 км по правому берегу реки Нюрих. Длина реки составляет 44 км.
В 27 км от устья, по левому берегу реки впадает река Тозым-Канан

## Данные водного реестра
По данным государственного водного реестра России относится к Иртышскому бассейновому округу, водохозяйственный участок реки — Конда, речной подбассейн реки — Конда. Речной бассейн реки — Иртыш.
Код объекта в государственном водном реестре — 14010600112115300015682.